# Seirijai
Seirijai (Pools: Sereje) is een plaatsje in het zuiden van Litouwen, dicht bij de Poolse grens. Seirijai is de hoofdplaats van de gemeente Seirijai.
Van 1691 tot 1793 maakte de Heerlijkheid Serrey deel uit van Brandenburg-Pruisen en het Koninkrijk Pruisen.